# Titan FTP Server
 (mars 2025).
Si vous disposez d'ouvrages ou d'articles de référence ou si vous connaissez des sites web de qualité traitant du thème abordé ici, merci de compléter l'article en donnant les références utiles à sa vérifiabilité et en les liant à la section « Notes et références ».
Titan FTP Server est un logiciel qui permet d'implémenter un serveur FTP, SFTP et FTP/SSL dans un environnement Windows.
Titan FTP Server peut accéder dynamiquement aux informations des comptes utilisateurs et groupes depuis votre contrôleur de domaine Windows NT, incluant les informations d'authentification, répertoire racine, et autres paramètres. Tout changement dans les comptes utilisateurs et groupes de Windows NT sont immédiatement pris en compte dans Titan FTP serveur.
Titan FTP Server transfert des informations via un tunnel chiffré. Titan fournit un support complet basé sur SFTP en protocole SSH-2. Titan supporte les versions 3, 4, 5, et 6 du protocole SSH.
Titan est recommandé par Cisco Systems pour Backup CUCM.[réf. nécessaire]